# Société réunionnaise pour l'étude et la protection de la nature
 (janvier 2024).
 (janvier 2024).

Ancien logotype de la Société réunionnaise pour l'étude et la protection de la nature.

La Société réunionnaise pour l'étude et la protection de la nature (SREPEN ) est la principale association de défense de l'environnement sur l'île de La Réunion.

## Historique et activités
Fondée le 16 décembre 1970 par Thérésien Cadet, Auguste et Christian de Villèle, Yves Gomy, Harry Gruchet et Paul Nougier , elle a son siège à Sainte-Clotilde, un quartier de Saint-Denis. En mars 2013, elle prend le nom de SREPEN RNE, pour Réunion Nature Environnement.
L'association exerce ses activités dans le département de La Réunion et les territoires sous l'autorité du préfet de La Réunion, ainsi que dans les eaux intérieures, la mer territoriale et la zone économique exclusive adjacente à ces territoires. Elle participe à l'amélioration des connaissances sur le milieu naturel. Elle est agréée au titre de l'Environnement. Avec l'ONF et la SEOR, elle assure la co-gestion de la Réserve naturelle de la Roche écrite. Elle est membre de l'Union internationale pour la conservation de la nature (IUCN), du World Wildlife Fund (WWF) et de France Nature Environnement (FNE).

## Le bulletin de liaison INFO-NATURE

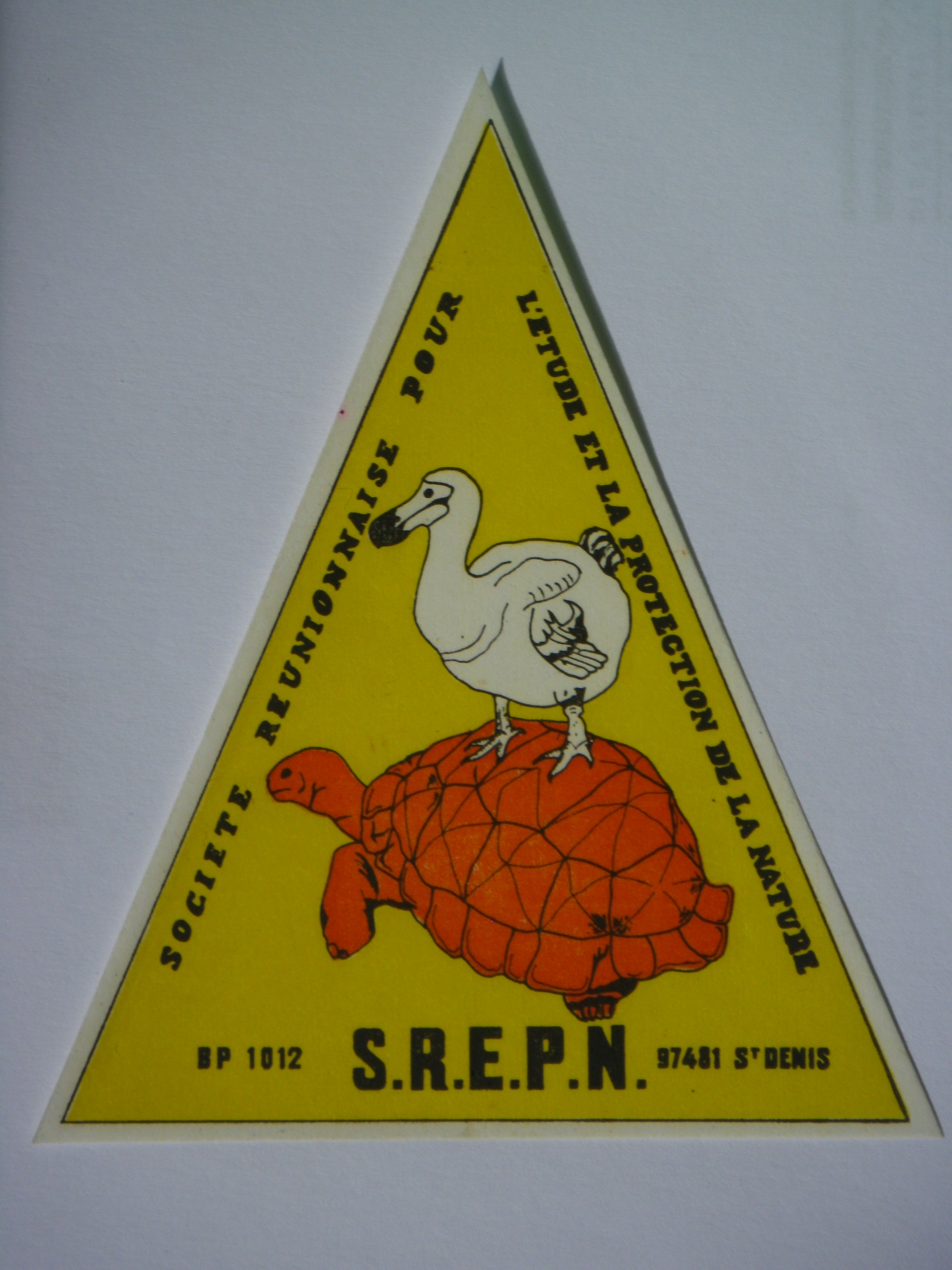
Le Dodo et la Tortue (symbole de la SREPEN 1971-1997)

- Les débuts du Bulletin de liaison furent assez difficiles. Le premier numéro "spécial", annonçant la création de la SREPEN et réalisé par S. de Rauville, fut de bonne tenue. Les numéros 2, 3 et 4, réalisés par S. de Rauville pour le 2 et par P. Nougier pour les 3 et 4, furent beaucoup plus artisanaux.Un Dodo (ou Dronte) perché sur une tortue terrestre.

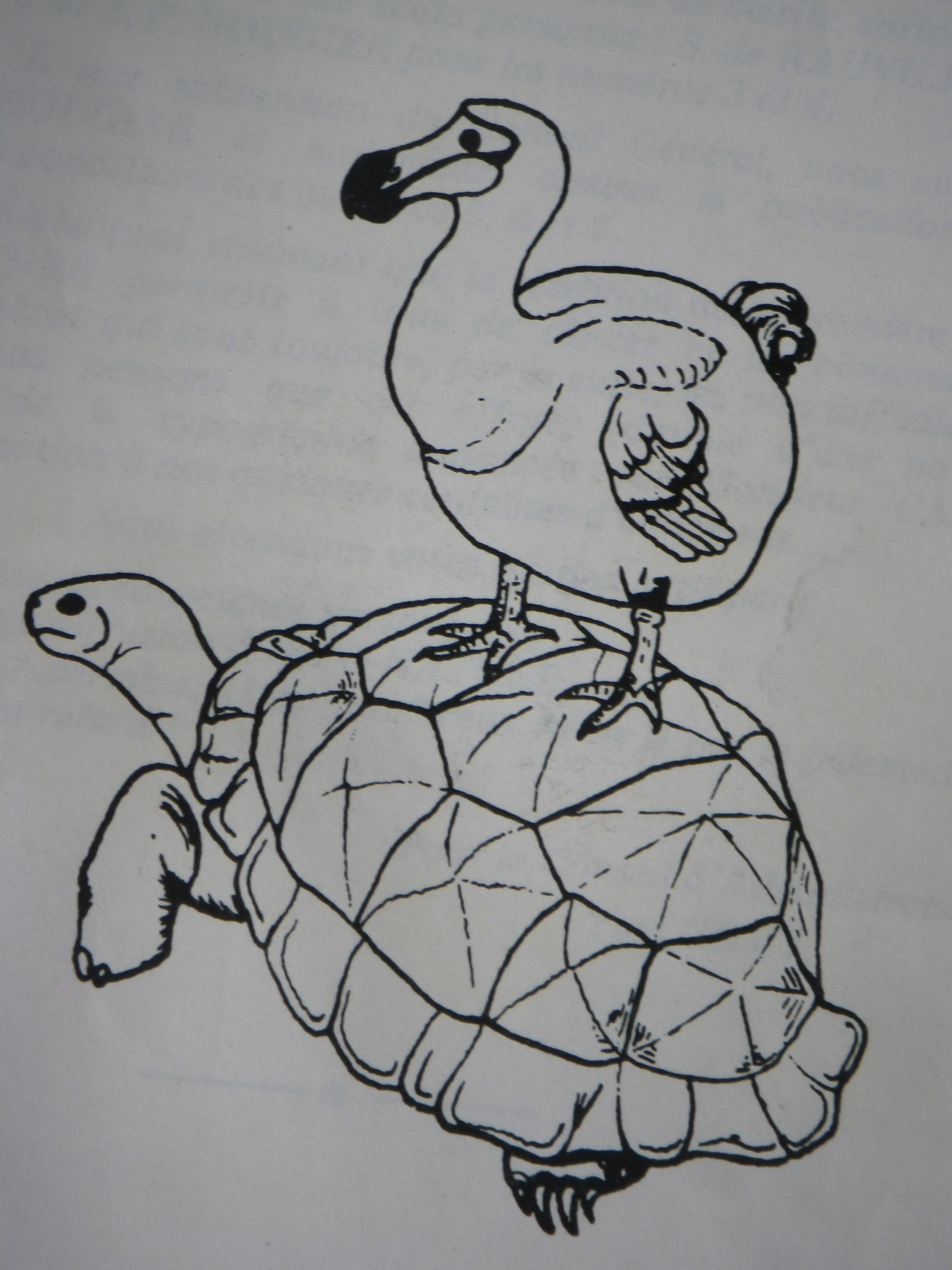
Un Dodo (ou Dronte) perché sur une tortue terrestre.

- Le premier novembre 1971 la SREPEN procéda à une ré-édition groupée de ces 4 fascicules sous la forme d'une "revue scientifique" de format 15 x 23 qui allait perdurer jusqu'au n° 10. Les numéros 5 à 9 furent réalisés par Paul Nougier et Yves Gomy et le n° 10 par Yves Gomy.
- En 1973, un numéro spécial, préparé par Paul Nougier et Yves Gomy et consacré à la forêt fit l'objet d'un référé (induit par l'ONF locale de l'époque). Il parut donc amputé de tous les articles concernant la gestion des forêts en métropole. Cet épisode divisa le "Bureau" de la SREPEN et entraîna plusieurs démissions.
- Après le retour en métropole d'Yves Gomy (19 août 1973). Le format de la revue fut changé (14 X 21) et Harry Gruchet (Conservateur du Muséum d'Histoire naturelle de Saint-Denis de La Réunion et secrétaire de la SREPEN) devint Directeur de la publication jusqu'au n° 23.
- Du n° 1 au n° 23 la vignette de couverture d'Info-Nature représentant un Dodo (oiseau) ou Dronte de Maurice perché sur une tortue fut conservée (PHOTO). Cette vignette symbolisait alors la SREPEN y compris dans ses réalisations publicitaires (PHOTO).  Elle manquait cependant de vérité scientifique.
- Le numéro 24 (1998), au même format fut dirigé par Janick Gilles et la vignette fut changée (PHOTO) car le célèbre "Dodo" ou Dronte de Maurice n'était propre qu'à l'île Maurice. Par contre, les restes d'un oiseau endémique de l'île de La Réunion et disparu après l'arrivée de l'Homme sur l'île en 1665 furent retrouvés à Saint-Paul (La Réunion) et derrière la plage de l'Ermitage [2]. Ils appartiennent à une espèce de Threskiornithidae (Ibis): Threskiornis solitarius [3].. Cette silhouette de l'Ibis de La Réunion, appelé aussi le Solitaire de La Réunion, fut donc choisie et la recherche de l'authenticité pour le choix de la nouvelle vignette de la SREPEN s'appliqua aussi pour le dessin de la tortue.
- À partir du n° 25 (2003), Info-Nature se modernisa considérablement (format 21 x 29,5) avec couvertures en couleurs (n° 25 à 31) sous les impulsions de Christelle Payet et Gisèle Tarnus successivement Directrices de la publication et de Ester Lobet comme Rédactrice en chef.
- Un numéro spécial "Hors série" d'octobre 2009 de 104 pages vit l'apparition des photographies en couleurs dans le texte et fut consacré à la Réserve naturelle de La Roche Ecrite. Gisèle Tarnus en fut la Directrice de la publication et Catherine Panot la Rédactrice en chef. Il fut tiré à 400 exemplaires.
- Le numéro 32 (2010) conserva le même format et la même Directrice mais on vit l'apparition d'un Comité de Rédaction dirigé par Bernadette Ardon.
- À partir du n° 33 (2011) et jusqu'au n° 39 (2017), sous l'impulsion de Bernadette Ardon comme Directrice de la publication, Info-Nature changea à nouveau de format (16,5 x 24,5) se rapprochant sensiblement de son format initial mais bénéficiant aujourd'hui des énormes progrès de l'informatique et des techniques d'impression.

Cette "Revue" de vulgarisation scientifique constitue une base de données sur tout ce qui touche la biodiversité et les questions d'environnement sur l'île de La Réunion.